# Clásico El Ensayo
El Ensayo es una carrera de la hípica chilena de Grupo I, que se disputa anualmente en el Club Hípico de Santiago los primeros días de noviembre y desde el 2008 suele disputarse entre octubre y noviembre. En 1996 y 2020 se disputó en el primer domingo de diciembre. Esta carrera se realiza desde 1873, siendo la carrera más antigua de América Latina y la tercera a nivel americano, superada por el Travers Stakes (1864), y el Belmont Stakes de Nueva York (1867), que es parte de la Triple Corona estadounidense.
La primera versión se disputó 2 de noviembre de 1873, por lo que se han disputado 152 versiones de esta tradicional prueba, que es la primera etapa de la Triple Corona Nacional, que la conforman el Clásico St. Leger del Hipódromo Chile y El Derby que se disputa en el Valparaíso Sporting.
Actualmente en esta carrera se corren 2.400 metros, pero no siempre se ha disputado esta distancia. La primera vez que se corrió, año en que la vencedora fue la hembra "Dinorah", el recorrido era de 1.200 metros. Posteriormente la distancia fue aumentando cubriendo 1.500, 1.600, 1.800, 1.900, 2.000, 2.300 y hasta 2.400 metros como en la actualidad.
Esta tradicional prueba jamás se ha dejado se disputar y es la carrera más importante del Club Hípico de Santiago, siguiéndole en importancia la Polla de Potrancas y Potrillos, así como el Nacional Ricardo Lyon. Por una regla que tiene la hípica chilena, solo los mejores ejemplares intervienen en El Ensayo. 
También se desarrolla en la misma jornada, un clásico en distancia de 1.800 metros de Grupo III llamado Paddock Stakes, conocido como El Ensayo Chico, en el cual corren machos y hembras del proceso generacional que por cualquier razón no llegaron a la máxima prueba de la hípica nacional.

## Historia
El domingo 2 de noviembre de 1873 fue la primera vez que se corrió El Ensayo, sobre una distancia de 1.200 metros. Ese día el triunfo fue para la yegua Dinorah, hija de Fanfarrón y Guinda. La potranca cubrió los 1.200 metros en 1 minuto con 26 segundos. Los demás participantes fueron Leyla, Ruby, Dinorah, Noel y Lily. 

### Distancias de la carrera
Desde 1873 hasta 1880 la distancia de la carrera fue de 1.200 metros. En 1881 cambió la distancia y hasta 1883 fue de 1.500 metros, desde 1884 hasta 1892 de 1.600 metros, desde 1893 hasta 1904 de 1.800 metros y desde 1905 hasta 1907 fue de 1.900 metros. En el año 1908 fue la única vez que la distancia fue de 1.800 metros pasando a 1.900 en 1909. Posteriormente en el año 1910 la distancia aumentó considerablemente a 2.300 metros en 1910, esta distancia duraría 10 años y se disminuyó a 2.000 metros desde 1921 hasta 1925. Recién en 1926 la distancia quedó establecida en 2.400 metros como lo es en la actualidad.

### Empates
Solamente se ha registrado un empate en esta tradicional prueba. Fue en el año 1938 cuando los ejemplares "Grimsby" y "Valeriano", montados por José Carrasco y Agustín Gutiérrez respectivamente, llegaron juntos a la meta.

## Récords
Récord de la distancia: 
Sposito (2013) 2.400m con 2.26.31
Jinete con más triunfos
- Cristián Zavala, 8 "Ensayos": 1877 con "Danubio", 1881 con "Liguria", 1882 con "Pisco", 1883 con "Miraflores", 1885 con "Cachapoal", 1887 con "Wanderer", 1891 con "Skyy" y en 1895 con "Toldería".

Preparador con más triunfos
- Patricio Baeza, quien ha ganado "El Ensayo" en 10 ocasiones: 2006 "Eres Mágica; 2009 "Belle Watling"; 2012 "Giants Steps"; 2017 "Robert Bruce"; 2019 "Look Pen"; 2020 "Break Point"; 2021 "Y Nada Más"; 2022 "Fortino"; 2023 "Kay Army"; y 2024 "Doña Clota".

Criador con más triunfos
- Haras Matancilla, consiguió en 8 ocasiones el triunfo: 1976 "Galeno"; 1980 "Premio Nobel"; 1983 "Lonquimay"; 1989 "Chango"; 1992 "Penumbra"; 1999 "Crystal House"; 2001 "Crisantemo", 2009 "Belle Watling".

- 110 potrillos han ganado esta prueba. Las hembras ganadoras han sido 42. En total suman 152 animales, uno más que las pruebas disputadas debido a que en 1938 hubo un empate entre "Grimsby" y "Valeriano".
- Desde el 2006 al 2009, cuatro hembras ganaron este clásico en forma consecutiva, Eres Mágica, Paloma Infiel, Stolen Heart y Belle Watling.

## Ganadores de El Ensayo
Los siguientes son los ganadores de la prueba desde 1960.
| Año  | Caballo        | Jinete            | Preparador           | Stud                  | Haras                  | Tiempo  |
| ---- | -------------- | ----------------- | -------------------- | --------------------- | ---------------------- | ------- |
| 1960 | La Sexta       | Enrique Araya     | Juan Cavieres M.     | La Bastille           | Curiche                | 2.26.00 |
| 1961 | Miss Therese   | Rogelio Parodi    | Jorge Inda G.        | Capri                 | Luis de la Fuente      | 2.27.00 |
| 1962 | Curiche        | Luis Espinoza     | Luis Espinoza        | Estanislao Anguita A. | Curiche                | 2.27.00 |
| 1963 | Par de Ases    | Enrique Araya     | Osvaldo Jara         | L.O.S.O.              | Santa Isabel           | 2.28.00 |
| 1964 | Maporal        | Sergio Vera       | Jorge Inda G.        | Capri                 | Raúl Maffey            | 2.28.30 |
| 1965 | Prólogo        | Carlos Astorga    | César Covarrubias V. | Santa Isabel          | Santa Isabel           | 2.27.40 |
| 1966 | Rayita         | Aurelio Núñez     | Luis Romero          | Montecarlo            | Los Helechos           | 2.26.00 |
| 1967 | Quilche        | Héctor Pilar      | Álvaro Breque V.     | Arizcún               | Scelto                 | 2.26.40 |
| 1968 | Zenith         | Aurelio Núñez     | Luis Gajardo         | Zenith                | Santa Amelia           | 2.26.10 |
| 1969 | Vagabundo      | Carlos Astorga    | Álvaro Breque V.     | Dadinco               | Scelto                 | 2.26.10 |
| 1970 | Naspur         | Carlos Sepúlveda  | César Covarrubias V. | El Bosque             | El Bosque              | 2.26.40 |
| 1971 | El Tirón       | Carlos Pezoa      | Ernesto Inda G.      | Los Conejitos         | Santa Amelia           | 2.27.00 |
| 1972 | Protectora     | Valentín Ubilla   | Delfín Bernal G.     | Sergio Kohon V.       | Santa Isabel           | 2.26.40 |
| 1973 | Espadaña       | Carlos Rivera     | Victorino Romo       | Macul                 | Carlos Cousiño S.      | 2.28.40 |
| 1974 | Strong         | José M. Aravena   | Óscar Silva G.       | Chimbarongo           | Santa Isabel           | 2.28.60 |
| 1975 | Royal Champion | José M. Aravena   | Fernando Jacial A.   | Champion              | Santa Eladia           | 2.28.20 |
| 1976 | Galeno         | Rodrigo Cea       | Pedro Medina Ch.     | Sonia                 | Matancilla             | 2.29.00 |
| 1977 | Clear Song     | Alberto Poblete   | Óscar Silva G.       | Max Val               | Santa Cecilia          | 2.27.40 |
| 1978 | Person         | Alberto Poblete   | Teófilo Jacial A.    | Castilla              | Santa Isabel           | 2.26.60 |
| 1979 | Songe Bleu     | Claudio Leighton  | Aquiles Martínez S.  | Titi                  | Palmilla               | 2.30.00 |
| 1980 | Premio Nobel   | Elías Silva       | Pedro Medina Ch.     | Matancilla            | Matancilla             | 2.25.20 |
| 1981 | Saint Mesme    | Claudio Leighton  | Pedro Bagú H.        | Ibiza                 | La Capilla             | 2.25.00 |
| 1982 | Chesterton     | Sergio Vásquez    | Juan Cavieres A.     | Los Patos             | Santa Amelia           | 2.25.40 |
| 1983 | Lonquimay      | Sergio Vásquez    | Juan Cavieres A.     | Matancilla            | Matancilla             | 2.24.00 |
| 1984 | Punch          | Roberto Pérez     | Antonio Bullezú N.   | El Bosque             | Pucudegua              | 2.25.80 |
| 1985 | Lamentado      | Gustavo Barrera   | Álvaro Breque V.     | Cimera                | Picoltué               | 2.26.40 |
| 1986 | Monroe         | Juan Barraza      | José Melero B.       | Sur                   | Villa Rosa             | 2.23.40 |
| 1987 | Warrior        | Óscar Escobar     | Alfonso Zamorano B.  | Martino               | Blackie                | 2.25.00 |
| 1988 | Charlatán      | Sergio Vásquez    | Teófilo Jacial A.    | Teófilo Jacial A.     | Blackie                | 2.23.80 |
| 1989 | Chango         | Sergio Vásquez    | Antonio Bullezú M.   | Matancilla            | Matancilla             | 2.24.80 |
| 1990 | Wolf           | Luis Muñoz        | José T. Allende F.   | Santa Amelia          | Santa Amelia           | 2.23.20 |
| 1991 | Porta Pía      | Héctor Salazar    | Alfredo Bagú R.      | Don Cotto             | Figurón                | 2.26.00 |
| 1992 | Penumbra       | Luis Muñoz        | Álvaro Breque V.     | Matancilla            | Matancilla             | 2.28.60 |
| 1993 | Early Gray     | Héctor Salazar    | Jorge Inda G.        | Cinzia                | Figurón                | 2.25.20 |
| 1994 | Pradilla       | Pedro Santos      | Óscar González G.    | Trily                 | Don Alberto            | 2.26.00 |
| 1995 | Húsares        | Luis Torres       | Juan Cavieres A.     | Soledad               | Villa Rosa             | 2.27.60 |
| 1996 | Dancing Place  | Luis Muñoz        | José T. Allende F.   | Santa Amelia          | Santa Amelia           | 2.25.60 |
| 1997 | Pompeyo        | Héctor Barrera    | José T. Allende F.   | Panguipulli           | Santa Amelia           | 2.24.00 |
| 1998 | Perssonet      | Johann Albornoz   | Samuel Fuentes P.    | Haras Río Enco        | De Pirque              | 2.27.00 |
| 1999 | Crystal House  | Luis Torres       | Juan Cavieres A.     | El Cedro              | Matancilla             | 2.26.20 |
| 2000 | Penamacor      | Luis Torres       | Juan Cavieres A.     | Guha                  | De Pirque              | 2.26.00 |
| 2001 | Crisantemo     | Gustavo Barrera   | Emilio Quiroga I.    | Guzo                  | Matancilla             | 2.24.60 |
| 2002 | Veedor         | Gonzalo Ulloa     | Juan Silva G.        | Vendaval              | Paso Nevado            | 2.27.60 |
| 2003 | Pel            | Luis Torres       | Pedro Polanco B.     | Kokekil               | Casablanca             | 2.26.40 |
| 2004 | Pecoiquén      | Claudio Acevedo   | Juan Cavieres A.     | Santamelino           | Santa Amelia           | 2.24.94 |
| 2005 | Pórfido        | Luis Torres       | Jorge Inda M.        | Haras Sumaya          | Sumaya                 | 2.26.09 |
| 2006 | Eres Mágica    | Fernando Díaz     | Patricio Baeza A.    | Haras Don Alberto     | Don Alberto            | 2.24.95 |
| 2007 | Paloma Infiel  | Rafael Cisternas  | Héctor Castillo S.   | El Sheik              | El Sheik               | 2.26.84 |
| 2008 | Stolen Heart   | Víctor Miranda    | Gerardo Silva B.     | Haras Don Alberto     | Don Alberto            | 2.27.33 |
| 2009 | Belle Watling  | Héctor I. Berrios | Patricio Baeza A.    | Don Theo              | Matancilla             | 2.24.54 |
| 2010 | El Farrero     | Fernando Díaz     | Jorge Inda M.        | Masaiva               | Paso Nevado            | 2.25.60 |
| 2011 | Dime Qué       | Elías Toledo      | Miguel Medina T.     | Haras Porta Pía       | Porta Pía              | 2.25.03 |
| 2012 | Giant's Steps  | Héctor I. Berríos | Patricio Baeza A.    | Los Tanderos          | Puerta de Hierro       | 2.27.11 |
| 2013 | Sposito        | Luis Torres       | Guillermo Aguirre A. | Haras Curiche         | Curiche                | 2.26.31 |
| 2014 | Il Campione    | Héctor I. Berríos | Sergio Inda M.       | Alvidal               | Paso Nevado            | 2.23.56 |
| 2015 | Wapi           | Gonzalo Ulloa     | Juan C. Silva S.     | Vendaval              | Paso Nevado            | 2.24.22 |
| 2016 | Color Rosa     | Hernán E. Ulloa   | Jorge Inda M.        | Haras Don Alberto     | Don Alberto            | 2.25.64 |
| 2017 | Robert Bruce   | Jorge A. González | Patricio Baeza A.    | Haras Convento Viejo  | Convento Viejo         | 2.26.14 |
| 2018 | Cambridge      | Pedro Robles      | Jorge A. Inda D.     | Doña Eliana           | Don Alberto            | 2.26.64 |
| 2019 | Look Pen       | Gonzalo Ulloa     | Patricio Baeza A.    | Identic               | Agrícola Taomina Ltda. | 2.26.18 |
| 2020 | Breakpoint     | Kevin Espina      | Patricio Baeza A.    | R.T.                  | Don Alberto            | 2.28.41 |
| 2021 | Y Nada Más     | Óscar Ulloa       | Patricio Baeza A.    | Haras Don Alberto     | Don Alberto            | 2.27.41 |
| 2022 | Fortino        | Óscar Ulloa       | Patricio Baeza A.    | Haras Don Alberto     | Don Alberto            | 2.26.87 |
| 2023 | Kay Army       | Óscar Ulloa       | Patricio Baeza A.    | Identic               | Agrícola Taomina Ltda. | 2.29.46 |
| 2024 | Doña Clota     | Óscar Ulloa       | Patricio Baeza A.    | Doña Lili             | Don Alberto            | 2.27.24 |

## Última edición
El viernes 1 de noviembre de 2024. se disputó la edición 152 del Clásico El Ensayo. Se impuso la favorita "Doña Clota" (hija de Iván Denisovich), derrotando a El Heredero, en tercera posición se ubicó Setanta, en cuarta posición quedó Amorino y la tabla la cerró Luca Paguro. Doña Clota fue conducida por Óscar Ulloa, quien consigue su cuarto triunfo en esta prueba, es preparada por Patricio Baeza, quien consigue su décimo triunfo en El Ensayo, pertenece al Stud Doña Lili y fue criada en Haras Don Alberto.

## Curiosidades
- Entre los años 2000, 2003 y 2005 ganaron consecutivamente ejemplares que empezaron con la letra "P". Penamacor, Pel, Pecoiquén y Pórfido. La misma coincidencia se repitió entre los años 1991 y 1992 con Porta Pía y Penumbra, y entre 1997 y 1998 con Pompeyo y Personnet, respectivamente.
- Desde 1994, Julián Bernal es el encargado de relatar esta carrera, sin embargo, la versión de 2023 fue relatada por Mauricio Olivares (quien también había relatado las versiones de 1991 y 1993).En El Año 2024 nuevamente fue narrada Por el mismo
- Desde 2006, previo a la carrera se entona el himno nacional de Chile, con el izamiento del pabellón nacional, el cual es realizado por el jinete ganador de la edición anterior, esta tradición no se realizó el año 2022, siendo retomada el año 2023 con la interpretación del Himno Nacional por la banda del Ejército De Chile.
- Desde 2001, se realiza la monta de los participantes de esta carrera en el sector de la fotografía del ganador conocido como la "Pelousse".
- La jornada suele ser una de las que más público atrae al Club Hípico, debido a que se corre en día domingo o festivo. Sin embargo, en 2003 esta carrera se disputó en un viernes hábil, 31 de octubre, ya que aún no existía el festivo de las iglesias protestantes.
- Es la carrera donde el público puede ver desde muy cerca tanto los preparativos como la partida, ya que el poste de los 2.400 metros se encuentra al costado norte del Club Hípico, lo que hace congregar en dicho lugar a una gran cantidad de público que espera impaciente la largada de la carrera.
- Debido a la pandemia de Coronavirus en Chile, la jornada de esta carrera en su versión 2020 se tuvo que desarrollar sin la asistencia de público al Club Hípico de Santiago por primera vez en su historia.[3]
- Las versiones 2020 y 2023 tuvieron una reducida cantidad de participantes (sólo 8), la cantidad más baja de competidores registrada en "El Ensayo", data de 1971, dónde solamente corrieron 6 ejemplares.
- La versión 2022 del Clásico El Ensayo, fue ganada en cancha por el ejemplar "Racatán", conducido por Kevin Espina, preparado por Óscar Silva y perteneciente al Stud Vaquita Sabrosa. Sin embargo, con el pasar de los dias el ejemplar Racatán, dio positivo para Tramadol, luego de una contra muestra realizada casi dos meses después, se decidió distanciar al último lugar a este ejemplar y dar como ganador a Fortino, quien obtuvo el segundo lugar, que además ganó el clásico St Leger, y posteriormente ganó El Derby y por ende se convirtió en un nuevo Triple Coronado Nacional.
- En la versión 2021 ganó la ejemplar "Y Nada Más", perteneciente al Stud Haras Don Alberto, sin embargo, el relator nombró como ganadora a la ejemplar Nenúfar Azúl, quien salió segunda ya que también defendía las mismas sedas, pese a llevar gorra de diferente color.

## Clásico Paddock Stakes
En la misma jornada del Ensayo se disputa una prueba de Grupo III, llamada Paddock Stakes, conocida también como "El Ensayo Chico", en el cual corren machos y hembras de 3 años que por cualquier razón no llegaron a la máxima prueba de la hípica nacional. Este clásico es un muy tradicional y también suele ser el punto de partida para futuros ganadores de clásicos. Desde 2018 este clásico lleva el nombre de Jaime Allende Urrutia", en homenaje a un destacado dirigente hípico dueño del Stud Santamelino. 
Ganadores del Clásico Paddock Stakes desde 1989
| Año  | Caballo           | Jinete            | Preparador           | Stud              | Haras          | Tiempo  |
| ---- | ----------------- | ----------------- | -------------------- | ----------------- | -------------- | ------- |
| 1989 | Wizard            | Gustavo Barrera   | Samuel Fuentes P.    | Blackie           | De Pirque      | 1.45.03 |
| 1990 | Premier           | Ányelo Rivera     | Carlos Bagú R.       | San Francisco     | Matancilla     | 1.45.02 |
| 1991 | Marchito          | Luis Muñoz        | Álvaro Breque V.     | Cimera            | Picoltué       | 1.46.03 |
| 1992 | Manzana de Oro    | Fernando Díaz     | Patricio Baeza A.    | Itaca             | Santa Amelia   | 1.47.04 |
| 1993 | No No Nanette     | Pedro Santos      | Juan Cavieres A.     | La Nonna          | Don Alberto    | 1.46.04 |
| 1994 | Big Fantini (Arg) | Víctor Mansilla   | Pedro Medina Ch.     | Paola             | La Capilla     | 1.47.01 |
| 1995 | Lógicamente (Arg) | Luis Torres       | Juan Cavieres A.     | Haras Trafalgar   | Ojo de Agua    | 1.47.04 |
| 1996 | Plus              | Marcos Aranda     | Antonio Abarca G.    | M.W.              | El Rincón      | 1.46.01 |
| 1997 | Tono              | Luis Torres       | Juan Cavieres A.     | Tío Pato          | Matancilla     | 1.45.02 |
| 1998 | Pure Silk         | David Sánchez     | Claudio Bernal G.    | Francesco         | Don Raúl       | 1.47.02 |
| 1999 | Dime              | Claudio Acevedo   | Juan Cavieres A.     | Quinchao          | Carampangue    | 1.48.01 |
| 2000 | Stagyn            | Richard Castillo  | Patricio Baeza A.    | La Nonna          | Godolphin      | 1.45.01 |
| 2001 | Derby Lodge       | Ányelo Rivera     | Juan Cavieres A.     | Aguilucho         | Figurón        | 1.46.00 |
| 2002 | Bayer             | Luis Torres       | Oliverio Martínez L. | La Compañía       | La Compañía    | 1.45.01 |
| 2003 | Tía Toya          | José Villablanca  | Álvaro Breque V.     | Matancilla        | Matancilla     | 1.45.03 |
| 2004 | Shimby            | David Sánchez     | Juan Cavieres A.     | Kent              | El Sheik       | 1.44.61 |
| 2005 | Budha             | Richard Castillo  | Patricio Baeza A.    | Jockey            | Jockey         | 1.44.98 |
| 2006 | Paso Lindo        | Víctor Ramírez    | Miguel Medina T.     | Paola             | Matancilla     | 1.46.49 |
| 2007 | Night Gumbler     | Guillermo Pontigo | Patricio Baeza A.    | Haras Don Alberto | Don Alberto    | 1.45.02 |
| 2008 | Polycarpous       | Héctor I. Berríos | Patricio Baeza A.    | Don Ignacio       | Villa Rosa     | 1.46.01 |
| 2009 | Ocupado           | José Villablanca  | Domingo Matte D.     | Cinco Estrellas   | Santa Amelia   | 1.45.60 |
| 2010 | Sin Respeto       | David Sánchez     | Mario Rabajille M.   | Santa Verónica    | Matriarca      | 1.44.91 |
| 2011 | Huaso Celebre     | Gonzalo Ulloa     | Patricio Baeza A.    | Barrúa            | Convento Viejo | 1.46.17 |
| 2012 | Daddy Yankee      | Óscar Ulloa       | Jorge Inda M.        | La Florida        | Dadinco        | 1.44.37 |
| 2013 | Kasper            | Luis Torres       | Guillermo Aguirre A. | Cocalán           | Paso Nevado    | 1.44.59 |
| 2014 | Halek             | Jeremy Laprida    | Patricio Baeza A.    | El Quijote        | Matancilla     | 1.45.34 |
| 2015 | Bauxita           | Bernardo León     | Miguel Medina T.     | Vendaval          | Paso Nevado    | 1.45.36 |
| 2016 | Marie Madelaine   | Héctor I. Berríos | Jorge A. Inda D.     | Haras Don Alberto | Don Alberto    | 1.45.91 |
| 2017 | Oceanbenz         | Rodrigo Lizama    | Gabriel Reyes G.     | Bisoñita          | El Sheik       | 1.47.35 |
| 2018 | Lluvia de Plata   | Bernardo León     | Guillermo Aguirre A. | Haras Don Alberto | Don Alberto    | 1.47.97 |
| 2019 | Apocalíptico      | Bernardo León     | Oliverio Martínez L. | Rastafario        | Viejo Perro    | 1.45.20 |
| 2020 | Pashiere          | Bernardo León     | Guillermo Aguirre A. | Haras Don Alberto | Don Alberto    | 1.49.20 |
| 2021 | Kirikina          | Joaquín Herrera   | Juan Silva G.        | Vendaval          | Paso Nevado    | 1.46.75 |
| 2022 | Mamá Lili         | Joaquín Herrera   | Patricio Baeza A.    | Doña Eliana       | Don Alberto    | 1.46.73 |
| 2023 | Flyng Hearts      | Jaime Medina      | Patricio Baeza A.    | La Nonna Ltda.    | Don Alberto    | 1.46.47 |
| 2024 | Play for Me       | Jorge A. González | Julio Orellana H.    | El Tata           | Don Alberto    | 1.46.21 |

## Última edición
Previo al Ensayo 2024 se disputó el clásico Paddock Stakes Jaime Allende Urrutia 2024, que fue ganada por Play for Me (hija de Mendelssohn), derrotando a Ñonina, en tercera posición se ubicó Soberano Rey, en cuarta posición llegó Amor Clandestino y el marcador lo cerró Tentadero. Play For Me fue corrida por Jorge González, es preparada por Julio Orellana, pertenece al stud El Tata y fue criada por el Haras Don Alberto.